# Bandera de Gran Canaria
La bandera de Gran Canaria (Islas Canarias, España) está dividida diagonalmente desde la parte inferior al asta hacia la parte superior al batiente. La parte superior es amarilla y la inferior azul y lleva en el centro el escudo de Gran Canaria.
La bandera de Gran Canaria tiene su origen en la bandera asignada en 1869 como bandera de matrícula a la provincia marítima de Las Palmas, provincia marítima que junto con la de Tenerife sustituyeron a la antigua provincia marítima de Canarias.
Se aprobó por Orden de la Consejería de la Presidencia del Gobierno de Canarias de 10 de abril de 1989 (BOC de 26 de abril).
Según todos los indicios, la elección de las formas y colores de todas las banderas de matrícula fue completamente arbitraria.
No existe un significado oficial que justifique los colores de la bandera. Sin embargo, tradicionalmente el azul marino se ha vinculado al mar y el amarillo a sus paisajes de la cumbre.